# Friedrich Schreyvogl
Friedrich Schreyvogl (aussi Friedrich Schreyvogel), né à Mauer (actuellement incorporé à Vienne, en Autriche) le 17 juillet 1899 et mort à Vienne le 11 janvier 1976, est un écrivain et dramaturge autrichien, aussi éditeur. Schreyvogl était considéré comme un auteur phare de l'austrofascisme.

## Biographie
Friedrich Schreyvogl est le petit-neveu de l'écrivain Joseph Schreyvogel.

## Récompenses et distinctions
- 1970 : Prix de la Ville de Vienne de littérature
- Commandeur de l'ordre du Mérite de la République fédérale d'Allemagne